# Labramachaerota korupa
Labramachaerota korupa is een halfvleugelig insect uit de familie Machaerotidae. De wetenschappelijke naam van deze soort is voor het eerst geldig gepubliceerd in 2013 door Bell & Cryan.